# 鄭義
鄭 義（てい ぎ、チェン・イー、1947年〈民国36年〉3月10日 - ）は中華人民共和国の小説家。現在はアメリカ在住。

## 経歴・人物
文化大革命時に山西省へ下放。1979年、紅衛兵の武闘を描いた「楓」で作家デビュー。1985年に発表した「古井戸」は映画化され、国内外で大きな評価を受ける。1989年、天安門事件民主化運動の指導者のひとりとして指名手配を受け、中国各地を潜伏する。1993年に妻の北明とアメリカに亡命。中国農村部を舞台に、圧倒的な空想力で中国の歴史と存在意義を問う作風がある。交友のあった大江健三郎は、鄭義の一連作を「グロテスク・リアリズム」と定義している。

## 著作

### 小説
- 『古井戸』藤井省三訳 JICC出版局 1990
- 『小説中国共産党』林啓旭訳 イースト・プレス 1991
- 『食人宴席 抹殺された中国現代史』黄文雄訳 光文社カッパ・ブックス 1993
- 『中国の地の底で』加藤三由紀,櫻庭ゆみ子訳 朝日新聞社 1993
- 『天安門の六人 小説・中国共産党三国志』丸山勝訳 読売新聞社 1993
- 『朱鎔基 中国を変える男』藤野彰訳編 日中出版 1994
- 『小説・鄧小平』丸山勝訳・構成 読売新聞社 1994
- 赤い記念碑
- 『神樹』藤井省三訳 朝日新聞社 1999
- 中国の壊滅
- 百年の愚行 ONE HUNDRED YEARS OF IDIOCY（池澤夏樹、アッバス・キアロスタミ、フリーマン・ダイソン、クロード・レヴィ＝ストロースらと共著

## 映像化作品
- 『古井戸』（1987年の映画）